# Символ рупии
Символ или знак рупии (₨) — типографский символ, который входит в группу «Символы валют» (англ. Currency Symbols) стандарта Юникод: оригинальное название — Rupee sign (англ.); код — U+20A8. Используется для представления денежных единиц, носящих название «рупия».

## Начертание
Символ рупии может быть представлен как минимум в трёх начертаниях:
- лигатура двух латинских букв заглавной «R» и строчной «S» (используется для представления всех разновидностей рупий, кроме индонезийской);
- та же лигатура, но с буквой «R», перечёркнутой в верхней части горизонтальным штрихом.
- лигатура двух латинских букв заглавной «R» и строчной «P» (используется для представления индонезийской рупии).

Конкретное начертание зависит от шрифта, использованного для вывода символа.

## Использование в качестве сокращения названий денежных единиц
Символ «₨» используется для представления денежных единиц, носящих название «рупия» (англ. Rupee или англ. и индон. Rupiah): вариант «Rp» — для индонезийской рупии, «Rs» — для всех прочих разновидностей рупии. При этом «Rs» — сокращение слова «рупия» во множественном числе (от англ. Rupees — рупии): Rs.2 (две рупии), Rs.5 (пять рупий) и так далее. Сокращение слова в единственном числе (от англ. Rupee) — «Re» (Re.1). Символ, включённый в стандарт Юникод, не предполагает такого варианта начертания.
В 2010 году в качестве официального символа индийской рупии был утверждён и позже включён в стандарт Юникод символ ₹ (U+20B9).